# قربانی لذت
قربانیِ لذت (انگلیسی: Pleasure Victim) دومین آلبوم استودیویی گروه موج نو آمریکایی برلین است که در ابتدا در سال ۱۹۸۲ ضبط شد و در اکتبر همان سال توسط ام.ای. او منتشر شد.